# David et Urie
David et Urie (ou Haman reconnaît son destin) est un tableau tardif de Rembrandt, daté de 1665 environ par le musée de l'Ermitage (où il est maintenant conservé) , ou de 1666-1669 dans l'exposition de 2015 Rembrandt tardif du Rijksmuseum d'Amsterdam. Il dépeint le moment où le roi David envoie Urie le Hittite au front de la guerre avec les Ammonites afin que David puisse coucher avec la femme d'Urie, Bethsabée. 

## Description
Urie est identifié comme la figure au premier plan, avec David et Nathan à l'arrière-plan. C'est ce qu'Abraham Bredius a donné pour titre dans son catalogue d'œuvres de Rembrandt. Plusieurs autres érudits l'ont soutenu à partir de 1950, notamment dans une étude réalisée en 1965 par Madlyn Kahr. 
L'œuvre a également été identifiée sous le titre Haman reconnaît son destin d'après Haman du Livre d'Esther - le tableau est d'ailleurs entré dans la collection impériale russe en 1773 sous ce titre et le conserve encore aujourd'hui à l'Ermitage,. 

## Galerie

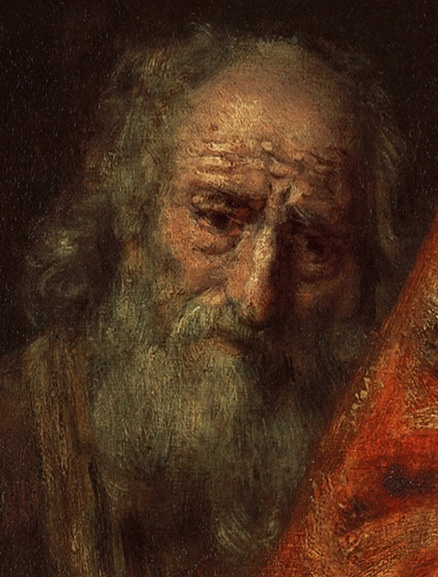
Nathan
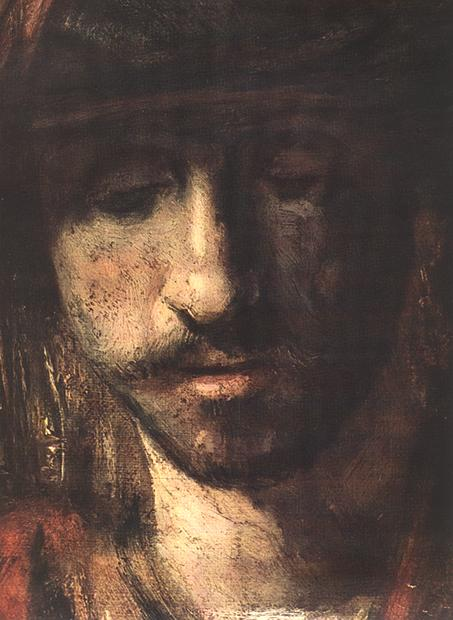
Urie
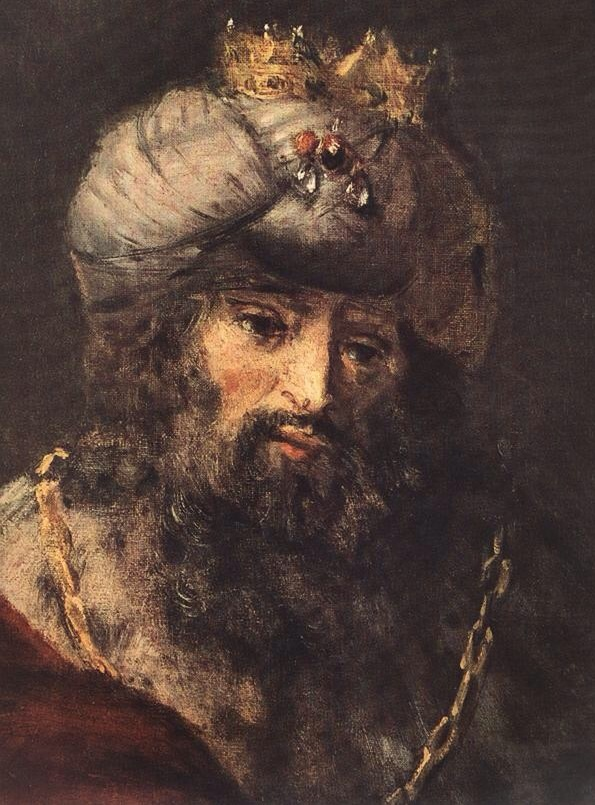
David